# 영구와 땡칠이 4
《영구와 땡칠이 4 - 홍콩 할매 귀신》(Young-Gu And Daeng-Chil 4 : The Hong Kong Granny Ghost)은 한국에서 제작된 남기남 감독의 1991년 코미디, 가족, 판타지, 액션 영화이다. 심형래 등이 주연으로 출연하였고 안현동 등이 제작에 참여하였다.

## 출연

### 주연
- 심형래
- 김지선

### 조연
- 엄용수
- 박종설
- 홍윤정
- 신윤정
- 박준혜
- 최원미
- 박은영
- 윤일주
- 김기범
- 박동룡
- 나다송

## 기타
- 원작자: 장덕균
- 제작부장: 허강식
- 제작주임: 이원성
- 촬영부: 강희만
- 촬영부: 허봉완
- 촬영부: 황성훈
- 조명: 최의정
- 조명부: 강광원
- 조명부: 임장혁
- 조명부: 정용택
- 조명부: 이귀용
- 스틸: 노기흘
- 조연출: 장경천
- 조연출: 김효진
- 조연출: 김지연
- 녹음: 이성근
- 특수효과: 백진
- 미용: 투영미용실
- 분장: 송일근
- 무술연출: 장동일
- 소품: 이원우
- 효과: 양대호